# Ной Галвін
Ной Егіді Галвін (англ. Noah Egidi Galvin ; нар. 6 травня 1994 , Катона, Нью-Йорк ) — американський актор і співак. Насамперед відомий роллю гея-підлітка Кенні О'Ніла в ситкомі ABC «Справжні О'Ніли», тимчасової головної ролі у бродвейському мюзиклі «Дорогий Еван Хенсен» та ролі доктора Ашера Волка в телесеріалі «Хороший лікар». Він також виконав роль Герцогині в офф-бродвейському мюзиклі «Аліса напам'ять» і заспівав партію Браяна в записі музичної адаптації «Жахіття». За свою гру в «Театральному таборі» Галвін був номінований на премію Independent Spirit Awards у категорії «Найкраща роль другого плану» (2024).

## Життєпис

### Ранні роки
Ной Галвін народився 6 травня 1994 року в Катоні, штат Нью-Йорк, там же і виріс. У нього є два брати й сестра, його рідний брат - американський мультиінструменталіст Йок Лор. Його батько був католиком ірландського та італійського походження, а мати, Еббі (уроджена Фінк), єврейка. Він був вихований «як юдей і католик, відвідуючи Братство християнського вчення, єврейську школу й церкву» і називав себе євреєм. Батько Галвіна, Остін, помер у листопаді 2023 року після тривалої хвороби.

### Кар'єра
Галвін знявся у двох сезонах серіалу «Справжні О'Ніли», але шоу було закрите у 2017 році. До цього Ной виступав за межами Бродвею в таких колективах, як Signature, Playwrights Horizons, MCC, Public, Culture Project, The Flea, The Wild Project, New York Theatre Workshop, Barrow Street Theater, Rattlestick та Ensemble Studio Theater.
Він також озвучив аудіокниги «Добре бути тихонею» Стівена Чбоскі та «Пробач мені, Леонард Пікок» Метью Квіка.
У серпні 2017 року Галвін був призначений тимчасовим претендентом на головну роль у бродвейській постановці «Дорогий Еван Гансен», взявши на себе цю відповідальність після відходу Бена Платта. Ной взяв роль Евана 21 листопада 2017 й зіграв свою останню виставу 4 лютого 2018. У травні 2018 року було оголошено, що Галвін увійшов до акторського складу для режисерського дебюту Олівії Вайлд «Книгарня» (англ. «Booksmart»). Прем'єра фільму відбулася на кінофестивалі South by Southwest 10 березня 2019 року, а його прем'єра у кінотеатрах США відбулася 24 травня 2019 року.
Галвін приєднався до бродвейської постановки «Офіціантка», де грав Огі з 29 квітня по 18 серпня 2019 року, після чого роль перейшла до Тодріка Голла. Ной озвучив роль Артура в романі «Що, якщо це ми» Адама Сільвери та Беккі Алберталлі. Згодом він також озвучив роль принца Руперта у підкасті Gimlet «Два принца», який був випущений 4 червня 2019 року.
17 лютого 2020 року Галвін взяв участь у концерті-презентації мюзиклу «Йосип і його дивовижний плащ снів» компанії Manhattan Concert Productions у Лінкольн-центрі, присвяченому 50-річчю компанії.
2020 року Ной Галвін приєднався до четвертого сезону телесеріалу «Хороший лікар» у ролі гомосексуального доктора-єврея Ашера Волка. У 2021 році він став постійним актором на п'ятий сезон. Останній епізод за його участю вийшов в ефір 2 квітня 2024 року в сьомому та останньому сезоні серіалу.
9 червня 2022 року було оголошено, що Галвін зіграє головну роль у музичному комедійному фільмі «Театральний табір», натхненному однойменним короткометражним фільмом 2020 року, написаним у співавторстві з його партнером Беном Платтом, а також з Моллі Гордон і Ніком Ліберманом. Світова прем'єра фільму відбулася на кінофестивалі «Санденс» 21 січня 2023 року, а невдовзі після цього його придбала компанія Searchlight Pictures для прокату в кінотеатрах, який розпочався 14 липня 2023 року. Саундтрек до фільму, що включає оригінальні пісні, написані Галвіном, Платтом, Гордон і Ліберманом, був випущений того ж дня компанією Interscope Records. Фільм був випущений на стрімінговому сервісі Hulu і за допомогою VoD 14 вересня 2023. За роль Глена Вінтропа Галвін був номінований на премію Independent Spirit Awards у категорії «Найкраща роль другого плану».
У грудні 2022 року Ной Галвін знявся у святковій романтичній комедії каналу Meet Cute «Christmasuzannukkah» разом з Емі Седаріс.

## Особисте життя
Ной Галвін — гей, він зробив камінг-аут матері, коли йому було 14 років. 12 січня 2020 року він почав зустрічатися з Беном Платтом, якого Ной замінив у головній ролі у фільмі «Дорогий Еван Хансен» у 2017 році. Вони оголосили про свої заручини 25 листопада 2022, а на День праці, який відзначався в США 2 вересня 2024, пара одружилася.

## Фільмографія

### Фільми
| Рік  | Заголовок                | Роль                | Примітки                                            |
| ---- | ------------------------ | ------------------- | --------------------------------------------------- |
| 2013 | Земля обітована          | Джексон             | Короткометражний фільм                              |
| 2014 | Ласкаво просимо до Вейна | Лейф Борневелл III  | Короткометражний фільм                              |
| 2018 | Нація вбивць             | Марті               |                                                     |
| 2019 | Книгарня                 | Джордж              |                                                     |
| 2020 | Театральний табір        | Бредлі «Бебі» Бьорн | Короткометражний фільм; також сценарист та продюсер |
| 2023 | Театральний табір        | Гленн Вінтроп       | Також сценарист та продюсер                         |

### Телебачення
| Рік       | Заголовок                 | Роль                  | Примітка                                                 |
| --------- | ------------------------- | --------------------- | -------------------------------------------------------- |
| 2015      | Детективи вихідного дня   | Джош                  | Епізод: «Доказ концепції»                                |
| 2016—2017 | Справжні О'Ніли           | Кенні О'Ніл           | Головна роль; 29 серій                                   |
| 2017      | Королівські гонки Ру Пола | Суддя                 | Сезон 9, епізод 9                                        |
| 2020—2023 | Совиний Дім               | Джербо                | Озвучка, 3 епізоди                                       |
| 2020—2024 | Хороший лікар             | Доктор Ашер Волк      | Другорядна роль (4-й сезон); головна роль (5—7-й сезони) |
| 2021      | Незвичайний плейлист Зої  | Терапевтичний пацієнт | Епізод: «Надзвичайне подвійне побачення Зої»             |
| 2021      | Інші двоє                 | Едді                  | Епізод: «Пет спілкується зі своїми шанувальниками»       |

### Аудіороботи
| Рік       | Заголовок                | Роль           | Примітки                             |
| --------- | ------------------------ | -------------- | ------------------------------------ |
| 2017      | Добре бути тихонею       | Чарлі Келмекіс | Аудіокнига; головна роль             |
| 2018      | А що, якщо це ми?        | Артур Сьюз     | Аудіокнига; головна роль             |
| 2018      | Мужність бути нелюбимим  | Молода людина  | Аудіокнига; головна роль             |
| 2019–2020 | Два принца               | Принц Руперт   | Аудіокнига; головна роль, три сезони |
| 2021      | За нас!                  | Артур Сьюз     | Аудіокнига; головна роль             |
| 2021      | Мурашки по шкірі: Мюзикл | Брайан Колсон  | Оригінальний студійний запис акторів |
| 2022      | Christmasuzannukah       | Ной            | Подкаст - головна роль               |